# Francis Spain
Francis Spain (né le 17 février 1909 à Quitman (Géorgie) et mort le 23 juin 1977 à Rochester (New York)) est un hockeyeur sur glace américain. Lors des Jeux olympiques d'hiver de 1936 disputés à Garmisch-Partenkirchen il remporte la médaille de bronze.

## Palmarès
- Médaille de bronze aux Jeux olympiques de Garmisch-Partenkirchen en 1936